# The Art Company
The Art Company foi o título inglês e internacional para a banda pop neerlandesa VOF de Kunst de Tilburg, que atingiu os tops europeus com o seu sucesso "Suzanne" (Susanna) em 1983 e 1984, tendo atingido o nº 12 no Reino Unido e um sucesso significativo em vários países, como Áustria, Suíça, Países Baixos, Noruega, Suécia, Portugal, Brasil. O líder da banda era Nol Havens. A banda após aquele mega-sucesso optou por cantar temas e álbuns em neerlandês sobre o Pai Natal/Papai Noel destinados ao público infantil, foram um sucesso nos Países Baixos e na Bélgica de língua neerlandesa, mas caíram no esquecimento no resto da Europa.

## Membros
- Nol Havens, vocalista e líder da banda.
- Ocki Kootwijk, guitarra)
- Hans Klein (guitarrista)
- Robert de Kot (saxofonista)
- Mark Stoop (baterista)
- Tijn Smit (pianista)

## Discografia

### Álbuns
- 1983 Maandagmorgen 6:30
- 1983 Susanna (CBS)
- 1983 Suzanne (CBS)
- 1984 Get It Out Of Your Head (CBS/Sony)
- 1987 One cup of coffee
- 1991 De kunst live
- 1991 Dikkertje Dap
- 1992 De Lapjeskat
- 1993 Sinterklaasfeest met V.O.F. De Kunst (Coast to Coast)
- 1994 De Griezel CD
- 1995 Liedjes uit Sesamstraat (weton Wesgram)
- 1998 Monsterhits (Sony)
- 1999 Suzanne (Sony)
- 2000 Balen! (mit Carry Slee) (Muziekuitgeverij)
- 2002 Dubbelgoud (Disky)
- 2004 Apekooien (mit Erik van Muiswinkel) (Bridge)
- 2004 Vanaf Hier Nog Vijf Kwartier (Bridge)
- 2005 Dieren (Bridge)
- 2007 De Kerstboom Spreekt (De Kunst)
- 2008 Één Kopje Koffie (Megaphon Importservice)
- 2008 Het bittere begin CD (Leopold B.V.)
- 2008 Ik ben lekker stout (Megaphon Importservice)
- 2008 De ijsmuts van prins Karel en veel meer (Musik von VOF de Kunst) (Boekerij)
- 2008 Muziek op Schoot

### Singles
- Suzanne (1983)
- Oude liefde roest niet (1984)
- k Wil niet met een ander dansen (1984)
- Het is beter zo (1984
- Één kopje koffie(1987)
- Waar heb ik jou meer gezien (1987)
- Retour Sneek (1988)
- De laatste meters (1988) com The Skymasters
- Speciale aanbieding (1989) com Het Goede Doel
- Dikkertje Dap (1991)